# Gil Boa
Gil Boa, né le 8 août 1924 à Montréal et mort le 7 septembre 1973 à Saint Catharines, est un tireur sportif canadien. Boa suivait les cours à Oakwood Collegiate Institute à Toronto.

## Palmarès

### Jeux olympiques
- 1956 à Melbourne
  -  Médaille de bronze en carabine 50m couché [2]